# Joppa (Alabama)
Joppa è un census-designated place (CDP) degli Stati Uniti d'America situato nello stato dell'Alabama, diviso tra la contea di Cullman e la contea di Marshall.